# 鄧茂
鄧 茂（とう も / とう ぼう）は、中国の通俗歴史小説『三国志演義』に登場する架空の人物。
黄巾賊の頭目の1人。黄巾の乱の折、幽州で黄巾賊の程遠志の下で暴れていたが、当時義勇軍にいた劉備配下の張飛に、愛用武器であった蛇矛で突き殺される。
吉川英治の『三国志』や横山光輝の漫画『三国志』では、関羽に討ち取られた。